# Mirabandaces I Restúnio
Mirabandaces I (em grego: Μιραβανδάκης; romaniz.: Mirabandákēs) foi um nobre armênio da família Restúnio do século IV, ativo no reinado dos reis Cosroes III (r. 330–339) e Tigranes VII (r. 339–350).

## Nome
Mirabandaces (Μιραβανδάκης, Mirabandákēs) ou Mitrobandaces (Μιθροβανδάκης, Mithrobandákēs) são as formas gregas do nome parta Mirbandaque (*Mihr-bandak), que por sua vez deriva do persa antigo Mitrabandaca (*Miθra-bandaka), "Servo de Mitra". Foi registrado em armênio nas formas Mirevandaque (Միհրեւանդակ, Mihrewandak), Meendaque (Մեհենդակ, Mehendak), Meandaque (Մեհանդակ, Mehandak) e Meundaque (Մեհունդակ, Mehundak); e em aramaico de Hatra como Mirbandaque (mhrbndq).

## Vida
Mirabandaces pertencia à família Restúnio e era parente de Gareguim I. Moisés de Corene afirmou que era irmão de Zora, mas Fausto, o Bizantino não menciona essa personagem. Em 338, Mirabandaces ajudou Vache I a lidar com a invasão de Sanatruces, chefe dos masságetas e alanos, e a revolta independentista de Bacúrio, vitaxa de Arzanena. Em 348, foi um dos nobres convocados pelo rei para levar o recém-nomeado católico Farnarses (r. 348–352) a Cesareia Mázaca com presentes para que fosse ordenado e então retornaram à Armênia. Tinha um filho chamada Tazates.